# Jonathan Gordon
Jonathan Gordon ist ein US-amerikanischer Filmproduzent, der 2013 für einen Oscar nominiert wurde.

## Leben und Karriere
Jonathan Gordon arbeitete 1998 das erste Mal als Executive Producer bei dem Filmdrama Good Will Hunting mit Robin Williams, Matt Damon und Ben Affleck. Es folgten weitere Filme wie Dogma (1999), All die schönen Pferde (2000), Jersey Girl (2004), Brothers Grimm (2005) und Der Plan (2011), in denen allen mindestens Damon oder Affleck mitspielten.
Bei der Oscarverleihung 2013, erhielt er mit Donna Gigliotti und Bruce Cohen eine Nominierung für den Film Silver Linings, mit Bradley Cooper und Jennifer Lawrence in den Hauptrollen, in der Kategorie Bester Film. 2014 folgte eine Nominierung in der gleichen Kategorie für das Filmdrama American Hustle.

## Filmografie
- 1998: Good Will Hunting
- 1999: Dogma
- 2000: The Yards – Im Hinterhof der Macht (The Yards)
- 2000: Committed – Einmal 7. Himmel und zurück (Committed)
- 2000: All die schönen Pferde (All the Pretty Horses)
- 2001: Daddy and them – Durchgeknallt in Arkansas (Daddy and Them)
- 2001: Jay und Silent Bob schlagen zurück (Jay and Silent Bob Strike Back)
- 2002: Geständnisse – Confessions of a Dangerous Mind (Confessions of a Dangerous Mind)
- 2002: Waking Up in Reno
- 2004: Jersey Girl
- 2005: The Great Raid – Tag der Befreiung (The Great Raid)
- 2005: Brothers Grimm (The Brothers Grimm)
- 2005: Entgleist (Derailed)
- 2009: Das Hundehotel (Hotel for Dogs)
- 2011: Der Plan (The Adjustment Bureau)
- 2011: Red State
- 2012: Silver Linings (Silver Linings Playbook)
- 2013: American Hustle
- 2015: Joy – Alles außer gewöhnlich (Joy)